# İstanbul Erkek Lisesi
Das İstanbul Erkek Lisesi („Istanbuler Knaben-Gymnasium“) ist ein rein staatliches türkisches Gymnasium in İstanbul im Bezirk Cağaloğlu der Stadtteilgemeinde Fatih, an dem sowohl türkische als auch deutsche Lehrer unterrichten. Die deutschen Lehrer werden von der deutschen Zentralstelle für das Auslandsschulwesen vermittelt und von Deutschland finanziert. Diese Kooperation besteht nunmehr seit über 100 Jahren. In Deutschland ist die Schule von der Kultusministerkonferenz offiziell als Deutsche Auslandsschule anerkannt.

## Geschichte

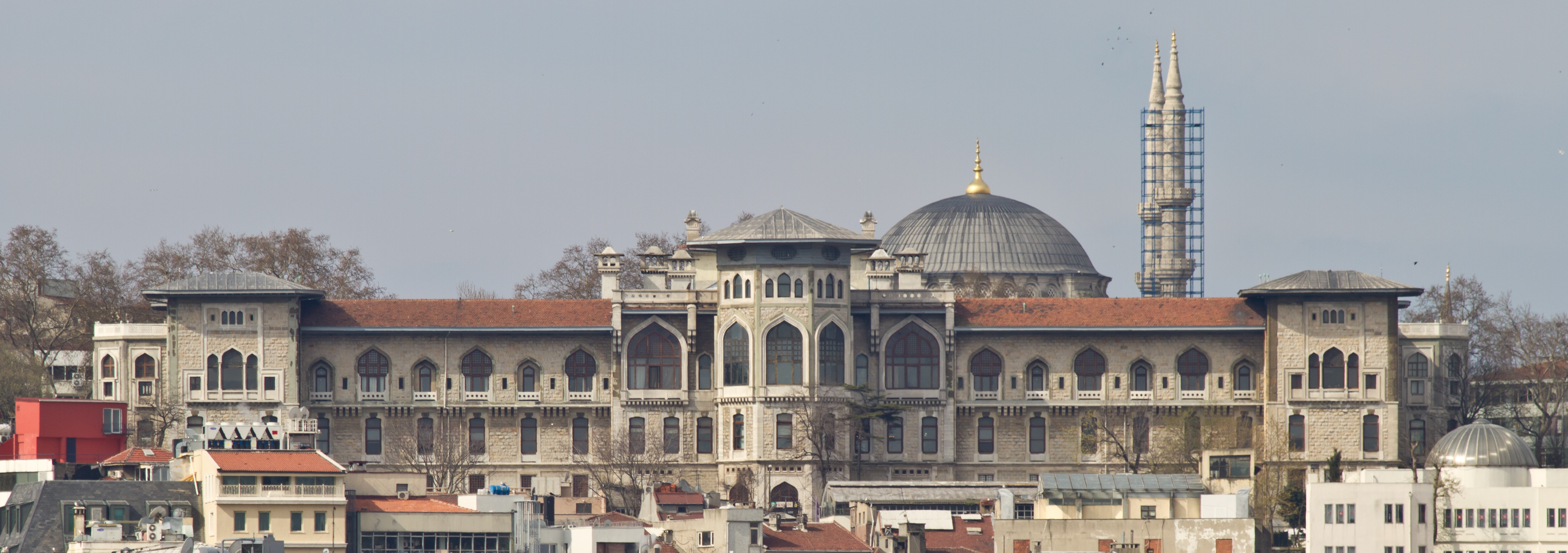
Istanbul Erkek Lisesi

Die Wurzeln der Schule gehen zurück auf das Jahr 1884, als der pensionierte Offizier Nadir Bey und Abdikamil Efendi aus Thessaloniki (heute Griechenland) die Schule Şems-ül Mekatip gründeten. Sie gaben die Teilhaberschaft nach einem Jahr auf und Nadir Bey gründete Numune-i Terakki. Diese von Nadir Bey gegründete Schule wurde schnell landesweit bekannt und machte das damalige Schulministerium auf sich aufmerksam. 1896 wurde die verstaatlicht. 1910 wurde der Name in İstanbul Lisesi geändert. Das war in der Türkei das erste Auftreten des Wortes „Lise“, das sich von dem französischen „Lycée“ ableitet und heute für alle Mittelschulen in dem Land benutzt wird. 1913 wurde aber der Name wieder geändert zu İstanbul Sultanisi. Danach erfolgten die Anpassung an das französische Schulsystem und die Kooperation mit Deutschland. 1914 wurden 22 deutsche Lehrer aufgenommen. 1915 meldeten sich 50 Schüler des İstanbul Sultanisi freiwillig zur Armee, um ihr Land im Ersten Weltkrieg zu verteidigen. Alle von ihnen starben am 19. Mai 1915 in der Nacht um 03:30. Die Farben der Schule sind gelb-schwarz, was sich aus diesen Kriegsjahren ableitet: gelb für die Tatsache, dass das Schulgebäude während des Ersten Weltkriegs als Krankenhaus verwendet wurde, und schwarz für die Gefallenen von dieser Schule. Dieselben Farben hat auch der Sportverein İstanbulspor, der 1926 von der Schule gegründet wurde und der erste Sportverein der Türkei ist, der von einer Schule begründet wurde.
1923 erhielt die Schule den Namen „Jungengymnasium Istanbul“ (İstanbul Erkek Lisesi). Auch wenn er heute nicht mehr offiziell gilt, ist die Schule landesweit unter diesem Namen bekannt.
Nach mehreren Wechseln des Schulgebäudes hat  sie seit 1933 ihren Sitz in einem Gebäude, das von Alexandre Vallaury und Raimondo D’Aronco für die Administration de la Dette Publique Ottomane gebaut worden war.
Nach einem Kulturabkommen zwischen Deutschland und der Türkei von 1957 wurde in der Schule wieder auf Deutsch unterrichtet, zunächst in Mathematik und naturwissenschaftlichen Fächern, was bis heute der Fall ist.
Im Schuljahr 1982/1983 erfolgte die letzte Namensänderung.
Die Schule gehörte zu der Gruppe der sogenannten Anadolu Liseleri, bot ein Jahr Vorbereitungsstufe, drei Jahre Mittelstufe und drei Jahre Oberstufe. Im Vorbereitungsjahr hatten die Schüler 25 Stunden Deutschunterricht pro Woche; die übrigen 15 Wochenstunden waren den Fächern Türkisch, Malen, Musik und Turnen vorbehalten. Im Jahr darauf ging es mit dem normalen Schulprogramm der Mittelstufe weiter, wobei Mathematik und Naturwissenschaften auf Deutsch unterrichtet wurden; die im Vorbereitungsjahr errungenen Deutschkenntnisse wurden hier eingesetzt. Später konnte die Schule wegen der 8-Jahres-Grundschulreform keinen Schüler mehr in die Mittelstufe aufnehmen und das System wurde an das heutige 1+4-System angepasst, wobei die Schüler im ersten Jahr intensiven Deutschunterricht haben und in den folgenden vier Jahren in Mathematik und Naturwissenschaften auf Deutsch unterrichtet werden. Seit 2007 gehört die Schule  als Mitglied dem deutschen Exzellence-Netzwerk MINT-EC an, als eine von drei Auslandsschulen.

## Wettbewerbe
An der Schule werden Teilnahmen an verschiedenen renommierten Wettbewerben angeboten. So konnten bei dem Wettbewerb Jugend forscht Schüler der Schule in den letzten Jahren höhere Platzierungen erreichen. Im Jahr 2023 wurde ein Forschungsteam, das aus dem Wettbewerb Jugend forscht hervorging, mit dem Preis des Europäischen Wettbewerbs für junge Wissenschaftlerinnen und Wissenschaftler ausgezeichnet. Bei der Mathematik-Olympiade sind die Schüler der Schule ebenfalls erfolgreich vertreten. Weitere Wettbewerbe sind Jugend musiziert, an dem Schüler von deutschen Auslandsschulen der Region "Östliches Mittelmeer" teilnehmen können, sowie Jugend präsentiert.

## „Weihnachtsverbot“
Ende 2016 kam es zu einer Kontroverse bezüglich des christlichen Weihnachtsbrauchs an der Schule. Die türkische Schulleitung des deutsch-türkischen Gymnasiums soll im Dezember 2016 laut einer E-Mail der Leitung der deutschen Abteilung an die Lehrkräfte angeordnet haben, Weihnachten im Unterricht nicht mehr zu thematisieren. Auch die Teilnahme des Schulchors am traditionellen Weihnachtskonzert im deutschen Generalkonsulat sei nach Angaben der Leitung der deutschen Abteilung von der türkischen Schulleitung kurzfristig unterbunden worden. Die Kontroverse wurde am 19. Dezember 2016 nach einer gemeinsamen Sitzung der türkischen Schulleitung mit der deutschen Abteilung beigelegt. Es liege kein Weihnachtsverbot vor.

Altes Emblem

Neues Emblem

## Emblem
Das erste Emblem der Schule wurde im Jahr 1911 von Nejat Sier entworfen. Es bestand aus den zwei arabischen Buchstaben Alif und Sīn, die sich in einer Mondsichel befanden. Weiters waren ein fünfstrahliger Stern sowie eine Rose abgebildet. Die heutige Version des Emblems geht auf Orhan Omay zurück, der sie auf Grundlage des alten im Jahre 1940 entwarf.

## Abschlüsse
Schüler des Gymnasiums können die folgenden Abschlüsse erlangen:
- das deutsche Abitur (seit 2002)
- das deutsche Sprachdiplom
- den türkischen Mittelschulabschluss

## Ehemalige Schüler
- Necmettin Erbakan (1926–2011), ehemaliger Ministerpräsident der Türkei
- Yüksel Arslan (1933–2017), türkisch-französischer Künstler
- Erol Evgin (* 1943), Sänger, Komponist und Schauspieler
- Mesut Yılmaz (1947–2020), ehemaliger Ministerpräsident der Türkei
- Ahmet Davutoğlu (* 1959), ehemaliger Ministerpräsident, ehemaliger Außenminister der Türkei
- Murat Ülker (* 1959), Unternehmer[11]
- Hafize Gaye Erkan (* 1979), ehemalige Leiterin der Türkischen Zentralbank